# رنالداس سیبوتیش
رنالداس سیبوتیش (انگلیسی: Renaldas Seibutis؛ زادهٔ ۲۳ ژوئیهٔ ۱۹۸۵) یک بازیکن بسکتبال اهل لیتوانی است.